# 3302 Schliemann
3302 Schliemann è un asteroide della fascia principale. Scoperto nel 1977, presenta un'orbita caratterizzata da un semiasse maggiore pari a 2,4542667 UA e da un'eccentricità di 0,0968705, inclinata di 3,38629° rispetto all'eclittica.